# 영토

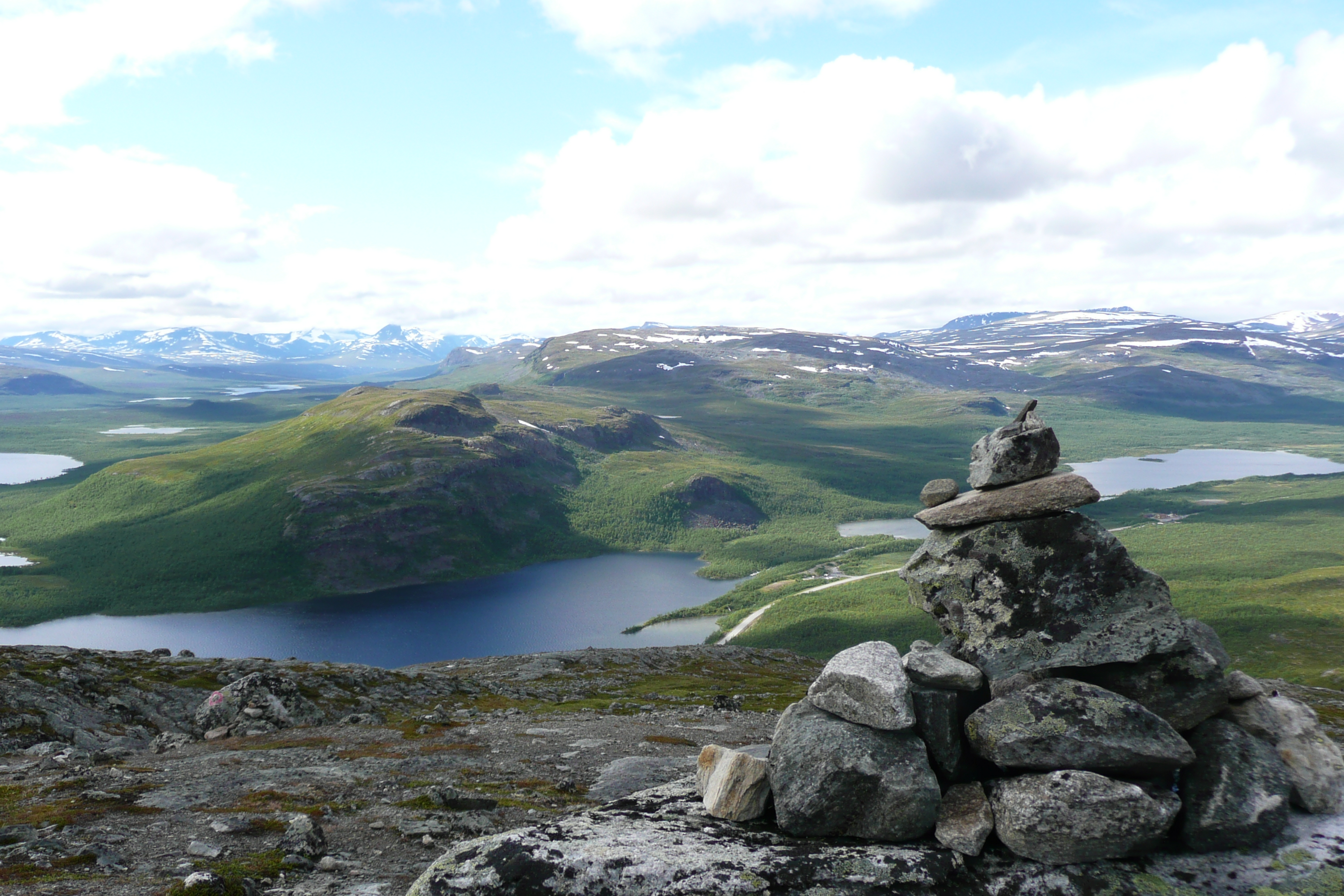
라플란드는 북유럽의 인구 밀도가 낮은 영토이다. 핀란드 라플란드의 사아나에서 바라본 풍경

영토(領土, 문화어: 령토)는 특정 국가, 사람 또는 동물에 속하거나 관련되어 있는 육지, 바다 또는 우주의 영역이다.
국제 정치에서 영토는 일반적으로 자치권이 부여되지 않은 지리적 영역, 즉 주권국의 관할 하에 있는 영역을 의미한다.
세부 구분으로서, 대부분의 국가에서 영토는 국가가 통제하지만 공식적으로는 개발되지 않았거나, 해당 국가의 정치 단위에 통합되지 않은 지역의 조직적인 구분이며, 이러한 정치 단위들은 서로 동등한 지위를 가지며 종종 "프로빈스", "지역" 또는 "주"와 같은 단어로 지칭된다. 더 좁은 의미에서, 이는 "식민지 영토와 같이 외부 정부에 의존하는 지리적 지역"이다.

## 어원
"영토"라는 단어의 기원은 원시 인도유럽어 어근 ters('마르다')에서 시작된다. 여기에서 라틴어 terra('흙, 땅')가 나왔고 나중에 라틴어 territorium('마을 주변의 땅')이 나왔다. 영토는 14세기 중세 영어에서 단어로 처음 등장했다. 이 시점에서 장소를 나타내는 접미사 -orium은 역시 장소를 나타내는 -ory로 대체되었다.

## 종류
다양한 유형의 영토에 대한 예시는 다음과 같다:
- 수도 영토 또는 연방 수도 영토는 일반적으로 나라의 정부 소재지가 위치한 특별히 지정된 영토이다. 따라서 연방 정부 모델에서는 어떤 주나 영토도 수도가 그 경계 내에 있기 때문에 우위를 차지하지 않는다. 수도 영토는 연방구의 특정 형태가 될 수 있다.
- 속령, 독립된 주권국이 아니지만 정치적으로는 통치하는 국가의 통합 영역 밖에 있는 영토이다.[7]
- 분쟁 지역, 두 개 이상의 경쟁 정부가 영유권을 주장하는 지리적 영역이다. 예를 들어, 카슈미르 영토는 인도와 파키스탄 정부 모두에 의해 영유권이 주장된다. 분쟁에 연루된 각 국가는 전체 영토를 기존 국가의 일부로 주장한다. 또 다른 예는 주권 지위가 중국에 의해 분쟁되고 영토가 주장되는 중화민국 (일반적으로 "대만"으로 불림)이다.
- 연방 직할지, 연방 내에서 중앙 또는 국가 정부의 직접적이고 일반적으로 배타적인 관할 하에 있는 지역이다.
- 영해
- 점령 지역, 국제사회로부터 보편적인 승인을 얻지 못한 외부 세력의 군사 통제 하에 있는 지역이다. 현재의 예로는 러시아 연방이 점령한 크림반도; 이스라엘국이 점령한 동예루살렘, 가자 지구, 골란고원, 요르단강 서안 지구; 모로코 왕국이 부분적으로 점령한 서사하라가 있다. 다른 점령 지역의 예로는 1990년에 잠시 이라크의 침공을 받은 쿠웨이트, 2003년 미국의 침공 이후의 이라크, 제2차 세계 대전 이후의 독일, 1999년 이후의 코소보가 있다.
- 해외 영토
- 미편입 영토, "정상적으로" 구성된 정부 시스템이 없는 육지 지역이다. 이것은 해당 영토에 전혀 정부가 없거나 무주지라는 것을 의미하지 않는다. 실제로 이러한 영토는 항상 인구 밀도가 낮다.

### 해외 영토
해외 영토는 통치하는 국가로부터 대양에 의해 분리된 영토 실체에 대한 광범위한 명칭이다. 해외 영토는 통치 국가의 구성 부분이거나 속령일 수 있다.
예시는 다음과 같다:
- 페로 제도와 그린란드는 덴마크 왕국의 해외 자치 영토이며, 내부적으로 자치권을 행사한다.
- 해외 프랑스는 광범위하게 자치적인 영토인 프랑스의 다섯 해외 집합체뿐만 아니라, 해외 레지옹 및 해외 데파르트망을 포함하며, 이는 프랑스의 레지옹 및 프랑스의 데파르트망과 본질적으로 동일하다. 그럼에도 불구하고, 이들은 모두 프랑스 제5공화국의 필수적인 부분이다.
- 네덜란드의 세 특별 지방자치체 – 보네르섬, 신트외스타티위스섬, 사바섬 –는 카리브 네덜란드에 위치해 있다. 네덜란드 외에 네덜란드 왕국은 네덜란드령 카리브에 위치한 세 개의 구성국을 더 포함한다: 아루바, 퀴라소, 신트마르턴. 모든 국가는 왕국에서 동등한 파트너로서 참여한다.
- 아소르스 제도와 마데이라 제도는 포르투갈의 자치 지역이다.
- 14개의 영국 해외 영토는 영국 왕실의 속령이며, 영국 자체나 그 네 구성국의 일부가 아닌 다양한 정도의 자치권을 가지고 있다.[8]
- 비접경 미국 영토, 외국 육상 경계에 의해 미국 본토에서 분리되어 바다를 통해 접근할 수 있는 영토이다.

## 같이 보기
- 격외영토
- 국토
- 영공
- 영토권
- 영토 분쟁
- 영해